# Ciudad deportiva de Buñol
La Ciudad Deportiva de Buñol es un complejo deportivo del Levante Unión Deportiva, ubicada en el término municipal de Buñol (Valencia) población situada a 40 km al oeste de Valencia, España.
Al acto de colocación de la primera piedra, que tuvo lugar el 27 de septiembre de 2002, acudieron varios miembros del Consejo de Administración, encabezado por el presidente Antonio Blasco, así como jugadores del primer equipo. Un año después, concretamente el 26 de junio de 2003, se inauguró.
La Ciudad Deportiva del Levante UD está compuesta por varios terrenos de juego donde diariamente se ejercitan tanto los jugadores del primer equipo como los del Atlético Levante UD y las plantillas de los distintos conjuntos que componen la Escuela de Fútbol Base de la entidad. En este escenario también tienen lugar los partidos que disputa el segundo equipo levantinista como local, así como los de las escuadras de fútbol base.

## Instalaciones
- Campo de Fútbol de Competición
  - Dimensiones: 107x70 m
  - Capacidad: 3.000 espectadores
  - Campo de hierba natural
  - Vestuarios bajo gradas

- Campos de Fútbol 
  - c1 - Campo de hierba natural 
    - Dimensiones: 107x70 m
    - Capacidad: 800 espectadores
    - Vestuarios bajo gradas
    - Zona adjunta de entrenamiento

  - c2 - Campo de hierba natural 
    - Dimensiones: 107x70 m

  - c3 - 4 campos de hierba artificial 
    - Dimensiones: 93x62 m
    - Campos polivalentes para el fútbol 7.

- Pistas Polideportivas
  - Dimensiones: 40x20 m (Fútbol Sala, Fútbol 4, Balonmano, Baloncesto, Hockey, Voleibol, Tenis).

- Vestuarios
  - 18 vestuarios Fútbol 11
  - 12 vestuarios Fútbol 7
  - 1 vestuario primer equipo
  - Módulo equipamiento eventual
  - 12 vestuarios árbitros

- Residencia Cantera
  - 18 dormitorios de 4/8 camas
  - 4 dormitorios monitores
  - Aulas estudio
  - Salas audiovisuales
  - Salas multifuncionales
  - Biblioteca
  - Juegos de mesa
  - Gimnasio
  - Sauna
  - Piscina

- Residencia Primer Equipo
  - 16 dormitorios dobles
  - Aula táctica
  - Despachos técnicos
  - Sala audiovisual
  - Salón estar
  - Clínica

- Club Social
  - Oficinas
  - Salón de actos, cursos y seminarios
  - Cafetería - Restaurante - Terrazas
  - Comedores autoservicio
  - Sala de peñas
  - Sala de trofeos
  - Rueda de prensa

## Datos generales
- Dirección: Avenida Blasco Ibáñez s/n CP 46360 Buñol (Valencia)
- Correo electrónico: fundacion@levanteud.es